# Vilhelm Moberg
Vilhelm Moberg (Algutsboda, 1898. augusztus 20. – Väddö, 1973. augusztus 8.) svéd író és történész. A svéd irodalom egyik legjelentősebb, 20. századi proletár írója. Legismertebb műve a négyrészes A kivándorlók (svédül: Utvandrarna) sorozat.

## Korai évek
Karl Artur Vilhelm Moberg Emmaboda város mellett, Algutsboda egyházközségben született, Svédország Småland tartományában. Édesapja sokáig katonai szolgálatot teljesített (amiért Moshultamålaban szolgálati házat kapott), majd felesége kisparaszti szüleinek földjén kezdett el gazdálkodni 1907-ben. A farm Vilhem Moberg anyjának, Ida Moberg családjának birtoka volt, amelyet ekkor az Amerikában élő rokonok segítségével sikerült visszavásárolniuk. Karlék heten voltak testvérek, ő negyedikként látta meg a napvilágot. Testvérei közül mindössze 3 érte meg a felnőttkort. Moberg 1906 és 1912 között foghíjasan végezte el az általános iskolát, viszont habzsolta a könyveket, és már korán látható volt irodalmi érdeklődése. 11 évesen a Modala Üveggyárban kapott munkát mint kifutófiú. A fiatal szocialisták klubjába is belépett, majd annak ellenére, hogy édesapja katona, csatlakozott az antimilitarista mozgalomhoz is.
1916-ban Kaliforniában élő nagybátyja pénzt és Kaliforniába szóló jegyet küldött Mobergnek, ekkor majdnem kivándorolt az Amerikai Egyesült Államokba. De végül úgy döntött, hogy szülei mellett marad Svédországban (részint azért is, mert ígéretet kap apjától, hogy amennyiben marad, órákat látogathat egy népfőiskolán). 1916 és 1918 között a grimslövi népfőiskola diákja. Moberg, aki nagyrészt autodidakta módon képezte magát, középiskolai éveit több tanintézményben töltötte. 1918-ban spanyolnáthás lett, fél évig betegeskedett, majd felépülése után a Vadstena Lans Tidning lapnál helyezkedett el, ahol 1919 és 1929 számos írását közölték. Vilhelm keményen dolgozik a lapnál, majd 1921-ben a lap főszerkesztője lesz, Svédország legfiatalabbikaként. 1927-ig különféle más lapoknál is dolgozott, ahol csupán kenyérkereseti céllal mintegy 500 elbeszélését és 20 folytatásos regényét publikálták. Később Moberg ezeket az írásait megtagadja.
Első átütő sikerét a Kassabrist (Deficit) című komédiájával éri el, amelyet Stockholmban nagy sikerrel játszottak 1926-ban. Első regénye, a Raskens a következő évben jelenik meg. A könyv sikerének köszönhetően Moberg főállású íróként tud tovább dolgozni – minden idejét az írásnak szentelve.

## A kivándorlók sorozat

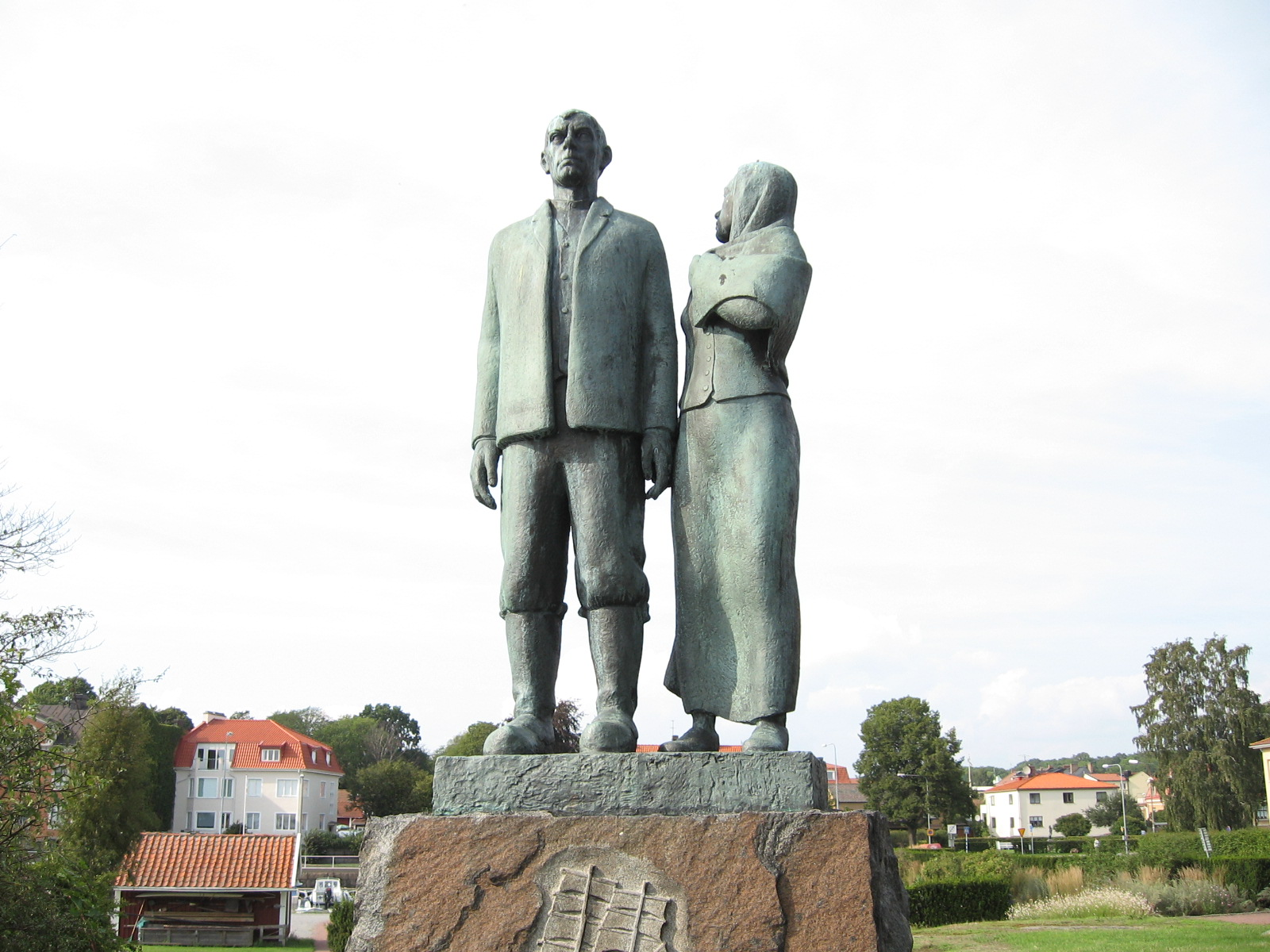
Karl Oskar és Kristina szobra Karlshamnban

A négy könyvből álló sorozat darabjai:
1. Utvandarna, 1949 (megjelent magyarul 1958-ban Kreutzer Sándor fordításában A kivándorlók címmel)
2. Invandrana, 1952 (megjelent magyarul 1961-ben G. Beke Margit fordításában Bevándorlók címmel)
3. Nybyggarna, 1956 (megjelent magyarul 1963-ban G. Beke Margit fordításában Telepesek címmel)
4. Sista brevet till Svergie, 1959 (megjelent magyarul 1964-ben Az utolsó levél Svédországba címmel G. Beke Margit fordításában)

Ez a négy könyv hozta meg Mobergnek a nemzetközi ismertséget és elismerést – több mint 20 nyelvre fordították le őket, Svédországban napjainkig ezekből a könyvekből majd 2 millió példány adtak el (viszonyításképpen: Svédország lakossága kb. 9 millió). A könyvek egy 16 fős smålandi csoport emigrációját követik Svédországból Chisago Countyba, Minnesotába. Motivációjuk kivándorlásra más és más: néhányan a vallási hovatartozásuk miatti üldöztetés nyomán kénytelenek elhagyni a szülőföldjüket, mások egyszerűen azért, mert az eleve terméketlen föld megművelését a mostoha időjárási körülmények nehezítik, és a családot éhínség fenyegeti. A történet középpontjában Karl Oskar Nilson és felesége, Kristina, valamint gyermekeik sorsa áll. A regények annak az 1,2 millió embernek állítanak emléket, akik az 1850-es évektől az 1930-as évekig elhagyták Svédországot egy jobb élet reményében. A 19. századi Småland régióból (ahonnan maga Moberg is származik) több mint 300 000 ember vándorolt ki Amerikába.

### Kutatásai
Művei hitelességének érdekében Moberg mélyreható kutatásokat végzett 1945-től kezdődően az USA-ban és Svédországban egyaránt. Többek között emigránsok leveleiből készült gyűjteményeket olvasott át, Smålandben anyakönyvi kutatásokat végzett, és ellátogatott a göteborgi Hajózási Múzeumba. Itt betekintést nyert a hosszú és embert próbáló utazásra vállalkozó emigránsok mindennapjaiba egy 19. századi vitorláshajó fedélzetén.
1948-ban hosszabb látogatást tett az Egyesült Államokba annak ellenére, hogy alig beszélt angolul és nem számított tapasztalt utazónak. Kutatásainak egy részét a philadelphiai svéd-amerikai múzeum levéltárában végezte, de "terepen" is dolgozott: ellátogatott Minnesotába, ahol svéd kivándorlók leszármazottjaival sikerült felkutatnia. Hazatérése után is kapcsolatban maradt velük: az író minnesotai barátai beszámoltak arról, hogy Moberg levélben kérte tőlük, írják le neki a minnesotai viharokat, vagy éppen hogy kutassák fel neki, mennyibe kerültek bizonyos postai szolgáltatások a 19. században. Moberg semmit sem bízott a véletlenre: részletes leírást kért azokról az állatokról, amelyek Svédországban nem elterjedtek, de a Minnesotában mindennapi látványnak számítanak. Így került részletes leírás és egy kedves epizód a Bevándorlókba egy borzról. Az első regényt végül 1947-ben kezdte el írni.

## Nézetei
király ellenes, náci ellenes, szocialista

## Magyarul megjelent könyvei
Hazánkban A kivándorlók regényciklusa jelent meg magyar nyelven G. Beke Margit és Kreutzer Sándor fordításában. A tetralógián kívül Moberg másik kiemelkedő írása a Népem története  Svédország a középkorban (Min svenska historia) Miszoglád Gábor fordításában. Ez Moberg egyik utolsó írása volt, amely felfogható svéd történelem szubjektiv interpretációjaként. Az írás a 16. századig követi végig a szegény "átlagsvéd" szemszögéből a skandináv állam történetét.
- Utvandarna, 1949 (megjelent magyarul 1958-ban Kreutzer Sándor fordításában A kivándorlók címmel)
- Invandrana, 1952 (megjelent magyarul 1961-ben G. Beke Margit fordításában Bevándorlók címmel)
- Nybyggarna, 1956 (megjelent magyarul 1963-ban G. Beke Margit fordításában Telepesek címmel)
- Sista brevet till Svergie, 1959, 1972-ben film készül belőle[7] (megjelent magyarul 1964-ben Az utolsó levél Svédországba címmel G. Beke Margit fordításában)
- Min svenska historia, Berättad för folket, I-II, 1970-71 (megjelent Miszoglád Gábor fordításában Népem története. Svédország a középkorban címmel, Gondolat, Bp., 1984)

## A kivándorlók utóélete
A kivándorlók sorozat első két könyvéből 1970-ben Max von Sydow és Liv Ullmann főszereplésével film készült. A filmet 1972-ben egy, 1973-ban négy kategóriában jelölték Oscar-díjra. 1973-ban a legjobb idegen nyelvű film és a legjobb női főszereplő kategóriában Golden Globe-bal jutalmazták. A filmet 1975-ben mutatták be Magyarországon Kivándorlók címmel.
Benny Andersson (az ABBA egyik tagja) és Björn Ulvaeus közösen musicalt írtak Kristina från Duvemåla címmel a Nilsson család történetéből. Egészen idáig óriási sikerekkel játszották szerte Svédországban és az USA-ban is, de csak svédül. A musical 2009 őszén debütál angol nyelven a New York-i Broadwayn.
Magyarországon rádiójáték készült a könyvekből – a Kossuth Rádióban játszották 1979. július 29. és augusztus 26. között, Regény a kivándorlókról címmel.

## Kései évei
Moberg utolsó éveit depresszióval küszködve élte le. Végül 1973. augusztus 3-án feltehetően öngyilkosságot követett el, a Väddö tóba vetette magát. Házában egy búcsúüzenetet találtak, amelyben ez állt: "7 óra múlt 20 perccel. Megyek és örök álomra hajtom a fejem a tóban." Moberget Stockholmban a Norra begravningsplatsen temetőben helyezték örök nyugalomra.

## Bibliográfia[12]
- Kärlek och pengar, 1919, (Ville i Momåla álnéven publikálta)
- Km, 1926 (színdarab) – film[13] készült belőle 1932
- Raskens, 1927
- Hustrun, 1928 (színdarab)
- Långt från landsvägen, 1929
- De knutna händerna, 1930 (színdarab)
- A.P. Rossel, Bankdirektör, 1932
- Mans kvinna, 1933 (színpadra állítva: 1943)
- Våld, 1933
- Sänkt sedebetyg, 1935 (Knut Toring trilógia)
- Sömnlös, 1937 (Knut Toring trilógia)
- Kyskhet, 1936
- Änkeman jarl, 1937 (színdarab) – 3 film[14] is készült belőle
- Jungfrukammare, 1938 (színdarab)
- Giv oss jorden!, 1939 (Knut Toring trilógia) – film[15] készült belőle 1939-ben
- En löskekarl, 1940
- Hundra gånger gifta, 1941
- Sanningen kryper fram, 1943
- Rid i natt!, 1941 – Ride This Night! – film 1942
- Soldat med brutet gevär, 1944
- Vår ofödde son, 1945 (színdarab)
- Segerstedtstriden, 1945
- Brudarnas källa, 1946
- Gudens hustru, 1946
- Utvandarna, 1949 (megjelent magyarul 1958-ban Kreutzer Sándor fordításában A kivándorlók címmel)
- Den okända släkten, 1950 (rev. ed. 1968)
- Fallet krukmakaregatan, 1951
- Invandrana, 1952 (megjelent magyarul 1961-ben G. Beke Margit fordításában Bevándorlók címmel)
- Att övervaka överheten, 1953
- Det gamla riket, 1953
- Lea och Rakel, 1954 (színdarab)
- Därför är jag republikan, 1955
- Nybyggarna, 1956 (megjelent magyarul 1963-ban G. Beke Margit fordításában Telepesek címmel)
- Komplotterna, 1956
- Domaren, 1957 (play) – 2 film is készül belőle (1960-ban[16] és 1974-ben[17])
- Sista brevet till Svergie, 1959, 1972-ben film készül belőle[7] (megjelent magyarul 1964-ben Az utolsó levél Svédországba címmel G. Beke Margit fordításában)
- Nattkyparen, 1961
- Sagoprinsen, 1962
- Din stund på jorden, 1963
- Förrädarland, 1967 – Rajamaa
- Berättelser ur min levnad, 1968
- Min svenska historia, Berättad för folket, I-II, 1970-71
- Otrons artiklar, 1973
- Berättaren, 1979
- Vilhelm Moberg, 1979
- I egen sak, 1984
- The unknown Swedes, 1988 (szerk. Roger McKnight)
- Vårplöjing och andra berättelser, 1990